# Stary Karolinów
Stary Karolinów – wieś w Polsce położona w województwie mazowieckim, w powiecie żyrardowskim, w gminie Puszcza Mariańska.
W skład sołectwa Stary Karolinów wchodzą Stary Karolinów, Nowy Karolinów i Wincentów.
W latach 1975–1998 miejscowość administracyjnie należała do województwa skierniewickiego.
Według Narodowego Spisu Powszechnego Ludności i Mieszkań z 2021 roku we wsi Stary Karolinów mieszka 133 osób, z czego 48,9% mieszkańców stanowią kobiety, a 51,1% to mężczyźni.